# 杰德·克洛斯
杰德·克洛斯（英語：Jade Close，1987年10月18日—），澳大利亚女子曲棍球运动员。她曾代表澳大利亚国家队参加2012年夏季奥林匹克运动会曲棍球比赛，获得第五名。